# Gliese 486 b
Gliese 486 b  (también GJ 486 b) es un exoplaneta que orbita la estrella enana roja Gliese 486. El planeta fue descubierto durante la prospección CARMENES utilizando el método de velocidad radial y su existencia se confirmó con mediciones de seguimiento y el método de tránsito. 

## Propiedades
Gliese 486 b es una supertierra caliente y orbita a su estrella madre en 1 día, 11 horas y 13 minutos en una órbita casi perfecta a una distancia de unos 2,5 millones de kilómetros (0,017 AU). Esta pequeña órbita conduce a una temperatura de equilibrio de alrededor de 700 K (aproximadamente 430 °C), que corresponde aproximadamente a la temperatura de la superficie de Venus. Dado que Gliese 486 b puede tener atmósfera, un posible efecto invernadero podría provocar una temperatura más alta. Debido a una rotación limitada alrededor de la estrella Gliese 486, la temperatura en la superficie del planeta se distribuye de manera desigual. Las altas temperaturas podrían haber hecho que Gliese 486 b perdiera una gran parte o incluso toda la atmósfera original con el tiempo. La aceleración gravitacional en la superficie es aproximadamente un 70% mayor que en la Tierra, lo que contrarresta la pérdida de la atmósfera.
La masa de la supertierra es aproximadamente 2,8 veces la masa de la Tierra, mientras que su radio es aproximadamente un 30% más grande que el de la Tierra. La densidad media de Gliese 486 b es casi un 30% mayor que la de la Tierra. Esto sugiere un planeta rocoso con un núcleo metálico similar a la Tierra.
Su distancia a la tierra es de 8,1 pc (26,3 ly).